# Marco Mario Gratidiano
Marco Mario Gratidiano (latino: Marcus Marius Gratidianus; ... – Roma, 82 a.C.) è stato un politico romano.
Molto amato dalla plebe, ricoprì la carica di tribuno della plebe nell'87 a.C. e fu due volte pretore. Fece parte della fazione popolare guidata dallo zio adottivo Gaio Mario durante la guerra civile degli anni 80 a.C. nel periodo della Repubblica romana
Il nome di Gratidiano appare anche nel De oratore e nel De officiis da Cicerone, suo lontano parente, a proposito di una causa in cui era stato citato in giudizio da Gaio Sergio Orata, allevatore di ostriche e speculatore immobiliare, a proposito della vendita di un immobile sul lago di Lucrino.

## Vita
Le vicende della vita di Gratidiano sono note per la sua morte particolarmente violenta e crudele avvenuta durante le proscrizioni di Silla nell'82 a.C..
Nelle descrizioni più realistiche si racconta che fosse stato torturato e smembrato in un modo che evoca il sacrificio umano da suo cognato Catilina. L'assassinio avvenne presso la tomba di Quinto Lutazio Catulo, che era stato console nel 102 a.C. e che era stato costretto al suicidio nell'87 a.C. da Gratidiano, per soddisfare il desiderio di vendetta del figlio del console.

### La riforma monetaria e leCompitalia

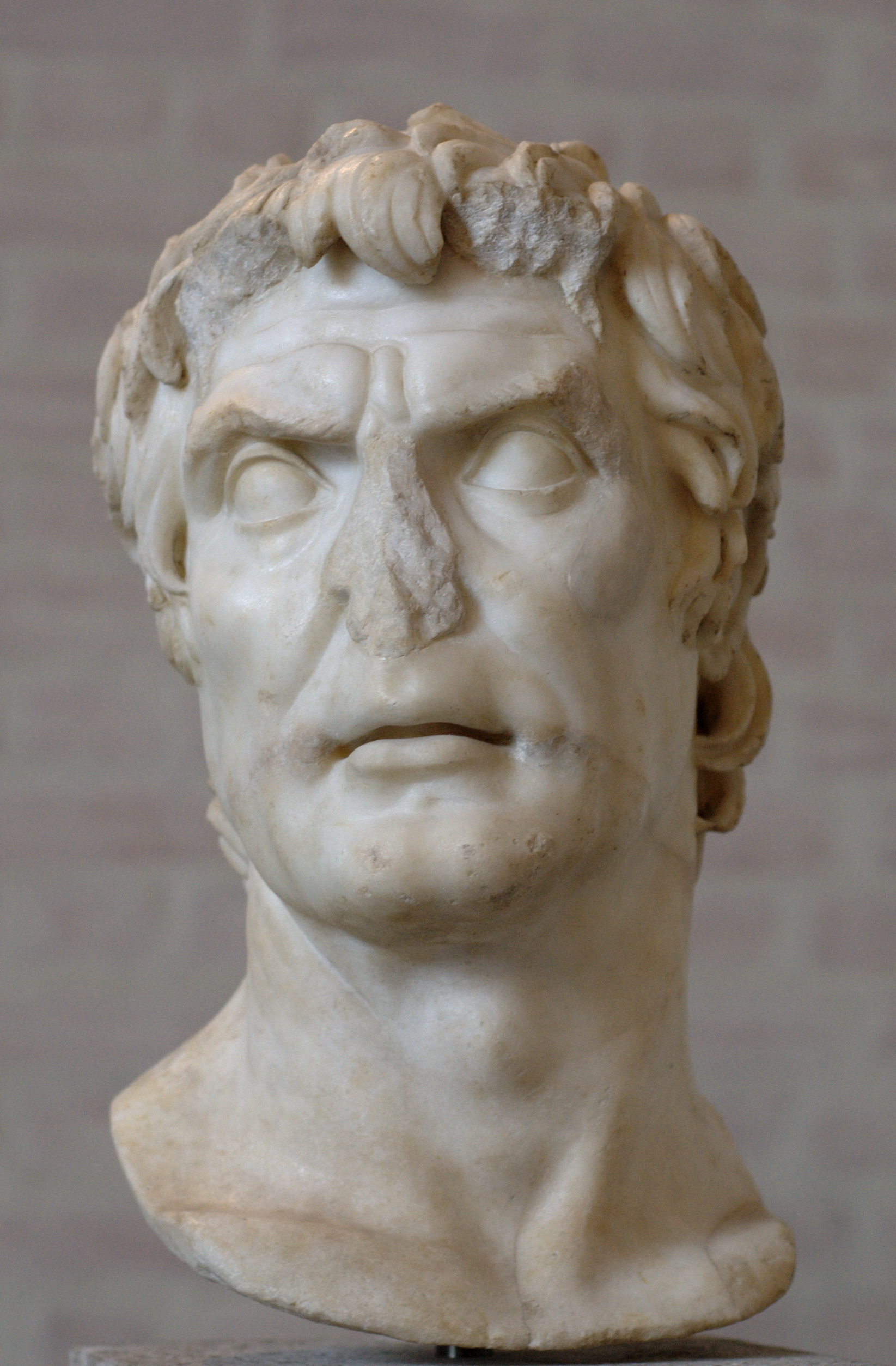
Silla

Per la crisi economica che travagliava Roma già Lucio Valerio Flacco all'inizio del suo consolato aveva emanato una legge che permetteva ai debitori di saldare i creditori pagando la quarta parte del loro debito. Questo però aveva comportato il notevole disagio di chi aveva necessità di contrarre un prestito che a fronte della legge nessuno voleva più concedere. Per rimediare alla incertezza valutaria determinata anche dalle continue oscillazioni del valore reale per le falsificazioni della moneta, nell'85 a.C. Gratidiano fu tra quei magistrati, pretori e tribuni della plebe, che avevano elaborato una riforma monetaria che fissava in modo inalterabile il valore della moneta «istituendo uffici statali di verifica e concedendo un'azione penale privata contro gli spacciatori di moneta falsa».
Questa riforma riuscì graditissima alla plebe e Gratidiano, per favorire la sua nomina a console, se ne attribuì tutto il merito pubblicando a suo nome il decreto. Per questo il popolo gli eresse «statue in tutti gli angoli della città, offrendo a queste incenso e vino quasi fossero divinità» seguendo l'antica tradizione, precedente l'età romana, forse etrusca, dei Compitalia Le celebrazioni consistevano in una purificazione (lustratio) e nel sacrificio di un maiale e prevedevano forme di teatro di strada, tra critica politica e satira irriverente.
Sporadicamente l'élite romana aveva già tentato di regolamentare o sopprimere questi riti, perché avrebbero potuto incoraggiare o fomentare rivolte popolari. Ora queste celebrazioni popolari in onore di Gratidiano tanto più destavano scandalo presso i benpensanti perché erano dirette a un personaggio vivente che avrebbe potuto approfittare del sostegno popolare nello scontro politico tra il partito della plebe e Silla.

### La morte sacrificale

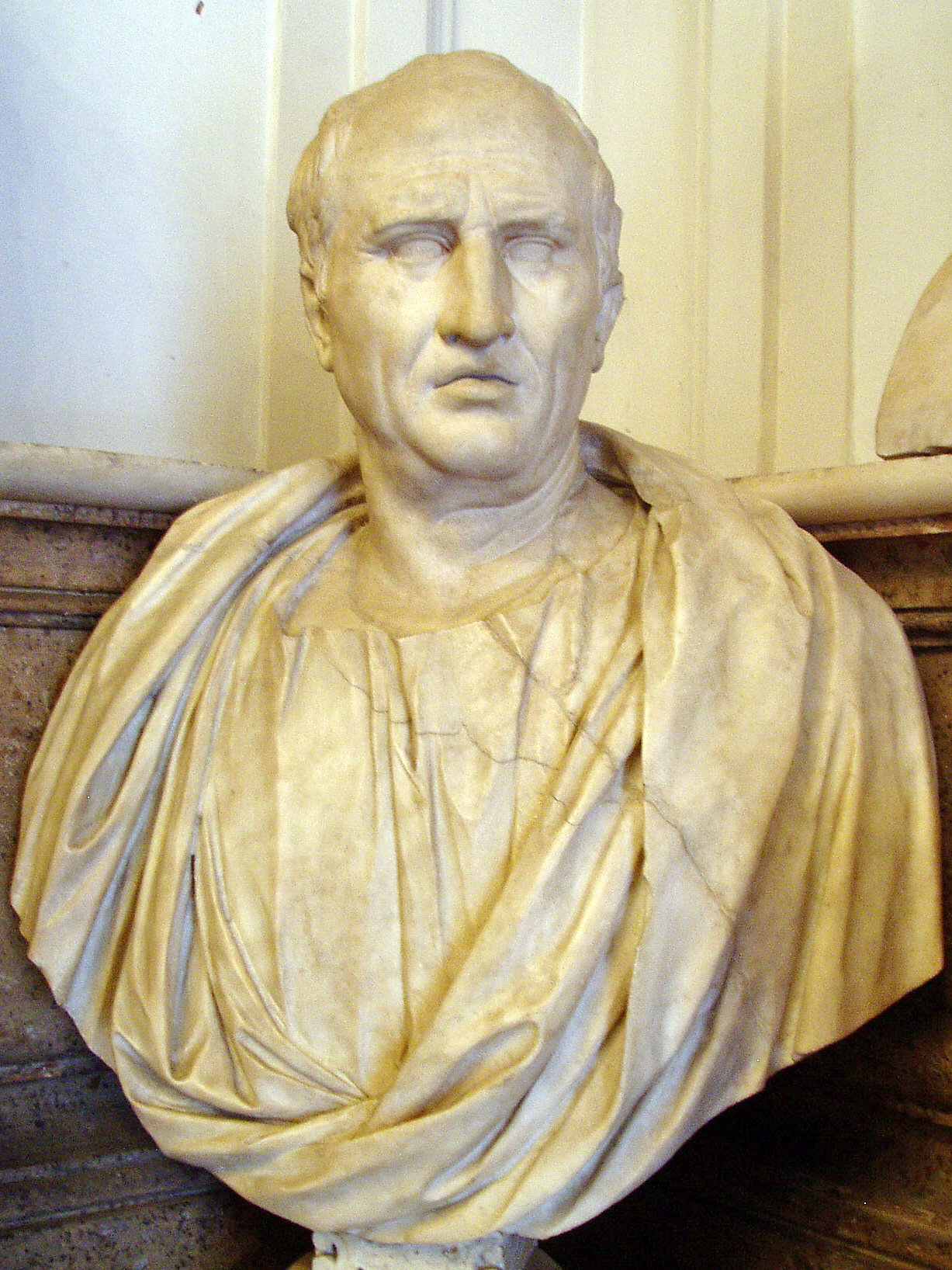
Cicerone

Con l'avvento della dittatura di Silla la sorte di Gratidiano era ormai segnata. Della sua morte sono giunti a noi diversi resoconti. Cicerone ha dato la sua versione dei fatti in un discorso sulla sua candidatura per il consolato nel 64 a.C., quasi due decenni dopo il fatto a cui, appena ventenne, aveva forse assistito come testimone oculare. Del racconto di Cicerone non si ha testimonianza diretta ma annotazioni del grammatico Quinto Asconio Pediano. Nel suo discorso Cicerone vuole denigrare i suoi nemici politici accusando soprattutto Catilina del terribile delitto riferendo come questi avesse tagliato la testa a Gratidiano sul Gianicolo e che correndo, mentre il sangue gli scorreva tra le dita, l'avesse consegnata a Silla ancora palpitante di vita.
In un frammento delle Storie, Sallustio non menziona Catilina nel descrivere la morte: a Gratidiano, dice, «la vita era sfuggita da lui pezzo per pezzo: le gambe e le braccia gli sono state spezzate e gli occhi cavati».
La circostanza che l'uccisione avvenisse presso la tomba di Catulo ha fatto pensare gli storici che si trattasse non di una semplice crudele vendetta ma di un vero e proprio sacrificio umano rituale per pacificare un antenato morto, riprendendo l'uso di sacrifici umani a Roma, documentati in tempi storici quando «la loro ferocia era strettamente connessa con la religione».
I sacrifici umani erano stati vietati per legge soltanto quindici anni prima della morte di Gratidiano, durante il consolato di Licinio Crasso e Cornelio Lentulo nel 97 a.C.